# Donji Statovac
Donji Statovac (cyr. Доњи Статовац) – wieś w Serbii, w okręgu toplickim, w mieście Prokuplje. W 2011 roku liczyła 37 mieszkańców.